# Fulnek
Fulnek (staroniem. Fulneck) – miasto w Czechach, w kraju morawsko-śląskim, w powiecie Nowy Jiczyn. Według danych z 31 grudnia 2003 powierzchnia miasta wynosiła 6846 ha, a liczba jego mieszkańców 6107 osób. Część miasta leży na Śląsku Czeskim, część na Morawach, jedno z głównych miast tzw. ziemi krawarskiej.

## Podział administracyjny
Fulnek podzielony jest na 11 dzielnic i gmin katastralnych.
Dzielnice: Děrné • Dolejší Kunčice • Fulnek • Jerlochovice • Jestřabí • Jílovec • Kostelec • Lukavec • Pohořílky • Stachovice • Vlkovice

## Historia
Miejscowość założyli prawdopodobnie właściciele Lichtenburga na ziemi nadanej im przez Przemysła Ottokara II w granicach księstwa opawskiego. Pierwsza wzmianka pochodzi z 1293. Później należała również do Panów z Kravař przez co stanowi historyczny rdzeń tzw. ziemi krawarskiej. Po 1434 należała do panów ze Šternberka, w latach 1441 do 1454 do książąt opawskich, a w latach 1464 do 1468 do króla Jerzego z Podiebradów. W 1427 miasto zostało zdobyte przez husytów. W 1480 zostało wraz z okolicznym kluczem dóbr przepisane staraniem ówczesnego właściciela Jana z Žerotína w granice Moraw, stąd okoliczna granica śląsko-morawsko skomplikowała się.
Z 1483 pochodzi pierwszy wzmianka o miejscowych braciach czeskich, a w następnym wieku miasto stało się ich ośrodkiem. Prowadzili tu m.in. własną szkołę, a w latach 1618 do 1621 działał tu Jan Ámos Komenský, późniejszy senior generalny po dającej się tu we znaki wojnie trzydziestoletniej. Nastąpił w tym czasie okres rekatolizacji. W tym celu do funkcjonującego tu już od 1389 klasztoru augustianów dołączyli w 1668 kapucyni.
W latach 1622 do 1788 klucz fulnecki należał do panów z Wierzbnej, którzy choć wcześniej przyjęli nazwisko od miasta Bruntál to w Fulneku mieli swoją główną siedzibę. Emigranci założyli w 1744 w Pudsey, w aglomeracji Leeds, w Anglii wieś Fulneck Moravian Settlement. W 1788 przeszło na własność Karla Antonína Čejku z Badenfeldu, bogatego mieszczanina z Opawy. Majątek zakupił w 1842 od jego wnuków Kristian Fridrich Stockmar. Po Wiośnie Ludów klucz zamienił się w wielki majątek ziemski, który należał od 1855 do belgijskiego hrabiego z Flandrii, księcia Filipa.
W 1900 zdecydowaną większość mieszkańców stanowili niemieckojęzyczni katolicy. Po pierwszej wojnie światowej miasto krótkotrwale należało do Kraju Sudetów. Armia czechosłowacka zajęła Fulnek 13 grudnia 1918. Miasto stało się w okresie międzywojennym silnym ośrodkiem niemieckich narodowych socjalistów. W 1938 włączono je do rejencji opawskiej Okręgu Rzeszy Kraj Sudetów. W trakcie wojny miasto zostało w dużej mierze zniszczone, a po niej większość Niemców przymusowo wysiedlono na mocy dekretów Beneša.

## Demografia
| Rok             | 1970 | 1980 | 1991 | 2001 | 2003 |
| --------------- | ---- | ---- | ---- | ---- | ---- |
| Liczba ludności | 5945 | 6455 | 6225 | 6053 | 6107 |

Źródło: Czeski Urząd Statystyczny

## Ludzie związani z miastem
- Petra Kvitová – dwukrotna zwyciężczyni Wimbledonu

## Miasta partnerskie
- Châtel-sur-Moselle, Francja
- Łaziska Górne, Polska
- Ljutomer, Słowenia
- Sučany, Słowacja
- Téglás, Węgry
- Vrútky, Słowacja